# Francisco Tadeo Calomarde
Francisco Tadeo Calomarde y Arría Hinojosa y Rabadán (Villel, 10 de febrero de 1773-Toulouse, 19 de junio de 1842) fue un político español, ennoblecido como duque de Santa Isabel en Dos Sicilias. Ocupó el Ministerio de Gracia y Justicia (1824-1832) durante la restauración absolutista de Fernando VII, y promulgó un célebre Plan General de Estudios.
Fue académico de Honor de la zaragozana Real Academia de Nobles y Bellas Artes de San Luis desde el 26 de abril de 1828, además de caballero de la Orden del Toisón de Oro (1829), caballero gran cruz de la Orden de Carlos III (1809) y caballero de la Legión de Honor.

## Vida
Era hijo de labradores y de escasa fortuna, y más de una vez los ayudó en las faenas del campo. Recibió una educación superior a su clase, y en las primeras letras y en la gramática demostró tal viveza y supo atraerse de tal modo el afecto de las pobres gentes de aquel país, que todos aconsejaron a su padre que hiciese un esfuerzo y lo enviase a estudiar a Zaragoza. Por ello, a los quince años fue enviado a cursar Filosofía y Leyes en la Universidad de Zaragoza. Halló colocación por solo la comida en la casa de una señora acomodada de la misma ciudad, lo que le permitía asistir a las aulas.
Estudiante regular, al concluir la carrera recibió el título de abogado en la Audiencia de Aragón, en Zaragoza. Con apenas veintisiete años comenzó a escribir discursos e informes, a la manera de Juan Rico y Amat, con el fin de promover la agricultura y la economía dentro del espíritu ilustrado español del momento, y que presentó en las Reales Sociedades Económicas de Amigos del País de la época.
Posteriormente se trasladó a Madrid para medrar en la Corte. Obtuvo una carta de recomendación de un amigo suyo para don Antonio Beltrán, aragonés y médico de Godoy, valido de Carlos IV. Se alojó en su casa e hizo la corte a la hija de este, Juana Beltrán, lo que favoreció su entrada en la Corte. El médico consiguió para su futuro yerno, como regalo de bodas, una plaza de oficial en la Secretaría de Gracia y Justicia de Indias, destino al que no se llegaba sino después de muchos años de servicio, o por un gran favor. Pero al tomar posesión del cargo, Calomarde atrasó el cumplimiento de su promesa, poniendo en entredicho la boda. Quejóse su futuro suegro a Godoy, que llamó a Calomarde y lo reprendió ásperamente, dándole a elegir entre la cárcel o el altar, por lo que en enero de 1808 se casó con doña Juana Beltrán.
Pero el 19 de marzo estalló el motín de Aranjuez, que acabó en la caída del omnipotente Godoy, la abdicación de Carlos IV y el ascenso al poder de Fernando VII. Entonces rompió Calomarde su forzada unión con Juana Beltrán, separándose de ella amistosamente por toda su vida. La mujer se retiró a Zaragoza, donde murió al cabo de muchos años dejándolo heredero del escaso patrimonio que poseía y perdonándole la ingratitud y abandono en que la había tenido mientras él se hallaba en el apogeo del poder.
Lejos de seguir la suerte de su protector Godoy, Calomarde permaneció en España, opuesto a la ocupación francesa y firme defensor de una concepción tradicional y conservadora absolutista del poder. Durante las Cortes de Cádiz mostró su oposición, como calificador de los procuradores, a la presencia de las tendencias liberales. A la vuelta de Fernando VII ocupó diversos puestos de importancia: el 2 de septiembre de 1813 se le nombra fiscal del Tribunal Especial de Órdenes, y en 1814 era oficial mayor de la Secretaría de Estado y Despacho Universal de Indias. El rey Fernando le recompensó además con la subsecretaría de Gracia y Justicia.
Fue nombrado secretario perpetuo de la recién fundada Orden de Isabel la Católica y secretario de la cámara de Castilla.
Sin embargo, con la llegada del Trienio Liberal su figura se apagó momentáneamente. El rey tuvo que jurar la Constitución, y Calomarde, objeto del odio de los liberales, permaneció en Pamplona hasta el año 1822, en el que volvió a Madrid, permaneciendo oculto hasta de sus propios amigos. Con la llegada de los Cien Mil Hijos de San Luis, el 23 de mayo de 1823 los consejos de Castilla y de Indias nombraron una Regencia provisional, y el propio duque de Angulema nombró a Calomarde secretario de esta regencia.
A la llegada del rey a Madrid, cesó en el cargo y fue nombrado ministro de Gracia y Justicia, convirtiéndose en mano derecha del monarca, sobre el que siempre tuvo gran influencia. Por entonces estaban en liza dos partidos que se disputaban el favor del monarca; uno moderado realista, y otro ultra-realista. A la cabeza del primero se hallaba Francisco Cea Bermúdez, apoyado por los sabios planes administrativos de Luis López Ballesteros, y al frente del segundo se colocó el propio Calomarde. Su política educativa le llevó a promulgar el Plan General de Estudios del Reino (14 de octubre de 1824), que modificaba de forma radical las enseñanzas universitarias que se habían actualizado durante el trienio y la breve influencia napoleónica, suprimiendo buena parte de los estudios científicos en favor del Derecho y la Teología. Creó, incluso, escuelas de tauromaquia. En 1825 estableció similares reformas en la enseñanza primaria.
También fue, de manera interina, primer secretario de Estado, del 8 al 20 de enero de 1832.
Durante el conflicto sucesorio entre el infante Carlos, hermano del rey, y la hija de este, Isabel, se alineó con el primero, al ser partidario acérrimo de la Ley Sálica. Conspiró activamente, y en 1832 logró que el rey, gravemente enfermo, firmara un decreto derogando la Pragmática de 1789, publicada en 1830, por lo que entraba otra vez en vigor la Ley Sálica. Por ello la infanta Luisa Carlota, en el Palacio de la Granja en 1832, le dio una bofetada delante de toda la Corte, lo que habría motivado una celebérrima respuesta de historicidad cuestionada:

Manos blancas no ofenden.

Con la mejoría de salud del rey, el nuevo gobierno, dirigido por Cea Bermúdez, puso de nuevo en vigor la Pragmática, declarando nulo el anterior testamento del rey y legítima heredera a Isabel II. Calomarde fue desterrado a sus tierras en Teruel. Cuando se ordenó su detención huyó a Roma, donde no logró conseguir el capelo cardenalicio. Tras rechazar su apoyo el pretendiente Carlos María Isidro, se instaló en Toulouse, donde ayudó a numerosos exiliados españoles de todos los colores políticos, a pesar de sus escasos medios económicos. Al fallecer, el Gobierno francés le rindió los máximos honores en su funeral. Su cuerpo reposa en Olba, en Teruel, población a la que donó unas escuelas.
Sobre la mala fama del personaje y su labor política, el dramaturgo Jacinto Benavente acuñó en 1936 una célebre frase para ponderar la incompetencia del gobierno de Santiago Casares Quiroga:

El peor Gobierno desde los tiempos de Calomarde.

## Semblanza
Benito Pérez Galdós, liberal y, por ende, enemigo de Calomarde, describía así a Calomarde en su obra Los cien mil hijos de san Luis, perteneciente a la célebre serie de los Episodios Nacionales:

Se llamaba D. Francisco Tadeo Calomarde, y era de la mejor pasta de servil que podía hallarse por aquellos tiempos. (...) se había criado en los cartapacios y en el papel de pleitos: los legajos fueron su cuna y las reales cédulas sus juguetes. Su jurisprudencia llena de pedantería me inspiraba aversión. Tenía fama de muy adulador de los poderosos, y según se decía, compró el primer destino con su mano, casándose con una muchacha muy fea a quien dio malísimos tratos.

Los que le han juzgado tonto se equivocan, porque era listísimo, y su ingenio, más bien socarrón que brillante, antes agudo que esclarecido, era maestro en el arte de tratar a las personas y de sacar partido de todo. Habíase hecho amigo de D. Víctor Sáez, y aun del mismo Rey y del Infante D. Carlos, por sus bajas lisonjas y lo bien que les servía siempre que encontraba ocasión para ello.

Entonces tenía cincuenta años, y acababa de salir del encierro voluntario a que le redujo el régimen liberal. Había ido a la frontera para llevar no sé qué recados a los señores de la Junta. Me lo dijo, y como no me importaban ya gran cosa los dimes y diretes de los realistas, que no por estar tan cerca de la victoria dejaban de andar a la greña, fijeme poco en ello, y lo he olvidado. Calomarde no era mal parecido ni carecía de urbanidad, aunque muy hueca y afectada, como la del que la tiene más bien aprendida que ingénita. La humildad de su origen se traslucía bastante.

## Títulos y órdenes

### Títulos
- I conde de Almeida.[2]
- Grande de España de Primera Clase.[2]
- I duque de Santa Isabel (Reino de las Dos Sicilias)[2]

### Órdenes

#### Reino de España
- 1829 - caballero de la Orden del Toisón de Oro (Diploma n.º 938)[3]
- Orden de Carlos III.
  - Caballero gran cruz.[2][3]
  - Caballero.
- Caballero gran cruz de la Orden Española y Americana de Isabel la Católica y secretario general perpetuo de su Asamblea.[4][3]

#### Extranjeras
- 1829 - Caballero de la Orden de San Jenaro[5][6][3] (Reino de las Dos Sicilias).
- 1829 - Caballero gran cruz de la Orden de San Fernando y el Mérito[5][6][3] (Reino de las Dos Sicilias).
- Caballero gran cruz de la Orden de Cristo[2] (Reino de Portugal).
- Caballero gran cruz de la Orden de Santiago de la Espada[5][7] (Reino de Portugal).
- 30 de octubre de 1827: caballero Gran Cruz de la Orden Real de la Legión de Honor[7][5][8] (Reino de Francia).
- Condecorado con la Decoración del Lis[4][9] (Reino de Francia).

### Empleos
- Notario mayor de los Reinos[5][3]
- Superintendente general de los Pósitos y las Penas de Cámara.[5][3]
- Consejero de Estado.[5][3]
- Secretario universal de Gracia y Justicia de España e Indias.[2][3]